# Thirumazhisai
Thirumazhisai là một thị xã của quận Thiruvallur thuộc bang Tamil Nadu, Ấn Độ.

## Nhân khẩu
Theo điều tra dân số năm 2001 của Ấn Độ, Thirumazhisai có dân số 16.286 người. Phái nam chiếm 51% tổng số dân và phái nữ chiếm 49%. Thirumazhisai có tỷ lệ 64% biết đọc biết viết, cao hơn tỷ lệ trung bình toàn quốc là 59,5%: tỷ lệ cho phái nam là 71%, và tỷ lệ cho phái nữ là 57%. Tại Thirumazhisai, 12% dân số nhỏ hơn 6 tuổi.